# Вейи
Ве́йи (лат. Veii) — древний город этрусков на реке Кремера в Лации (18 км севернее Рима). Существовал со времени виллановской культуры (X век до н. э.) как важный центр Средней Италии; входил в этрусский союз.

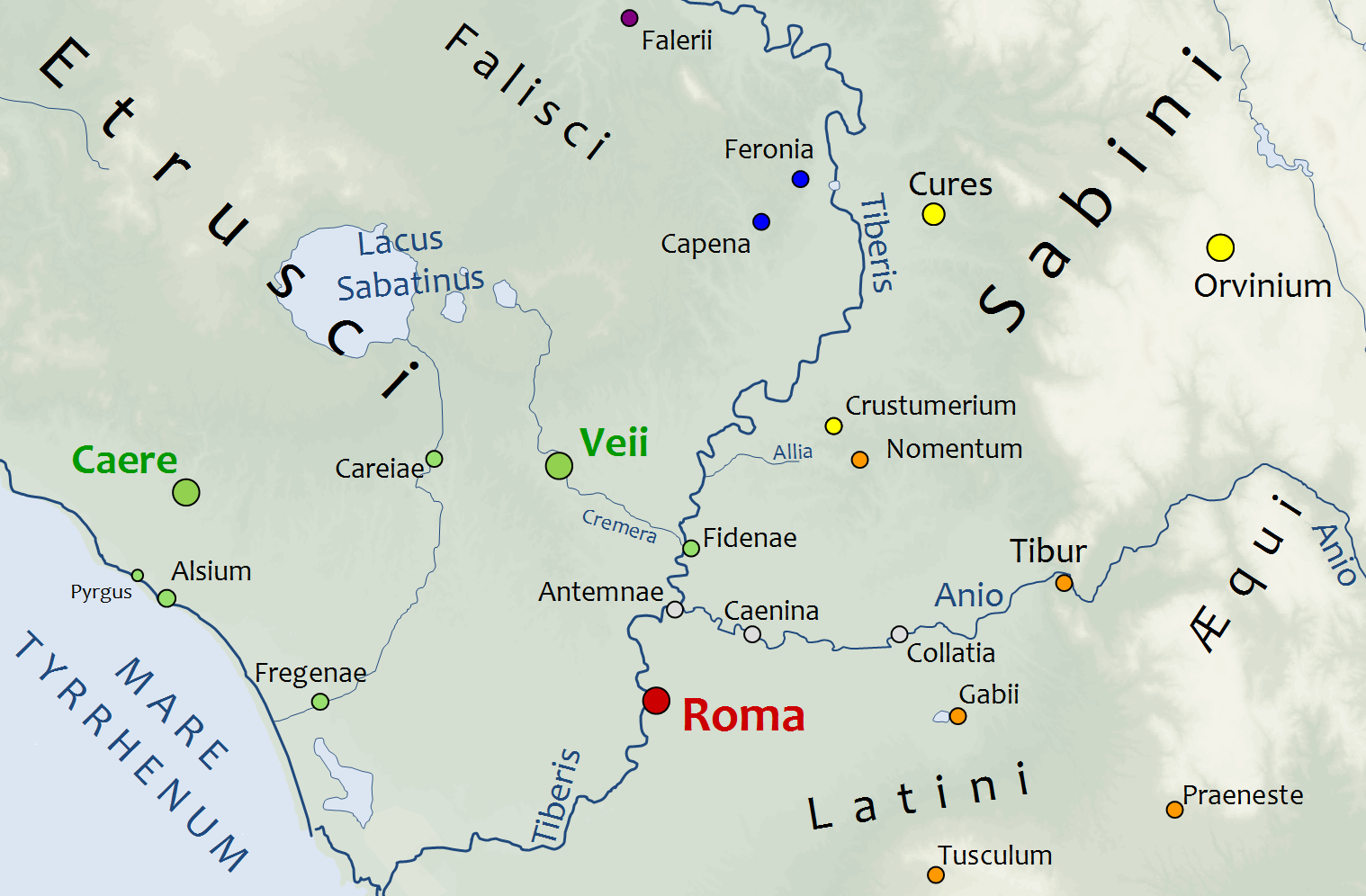
Рим и Вейи во времена монархии

До установления республики в VI веке до н. э. городом управляли цари: Моррий, Ларс Толумний и иные. С V века до н. э. римляне, подстрекаемые родом Фабиев (которые имели земли в округе), вели за контроль богатого солью устья Тибра (а также пограничных Фиден) войны против Вей, закончившиеся разрушением города в 396 году до н. э. и порабощением его жителей. Из камней разрушенного города частично сложена Сервиева стена в Риме.
Соперничество с Вейями оставило заметный след в римской истории. Богиня Уни, считавшаяся покровительницей поверженного соперника, вошла в капитолийскую триаду под именем Юноны. Секст Проперций писал:
 Древние Вейи, когда-то и вы называлися царством,

 Гордо на форуме здесь трон золочёный стоял,

 Нынче поёт среди стен лишь унылая дудка пастушья,

 Зреют на ваших костях в поле широком хлеба.

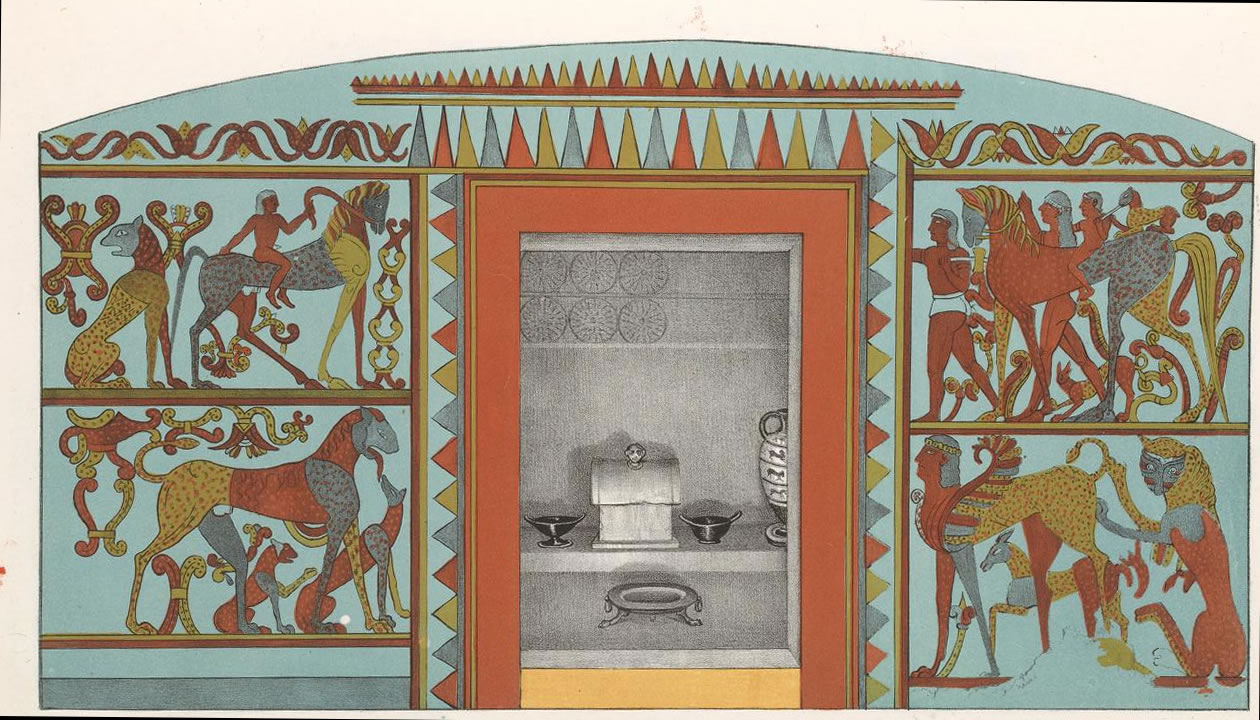
Грот Кампана (реконструкция)

Октавиан Август распорядился восстановить Вейи. Провинциальный город, стоявший на этом месте в I—IV веках нашей эры, занимал лишь часть прежней городской территории.
Раскопки XIX—XX веков вскрыли акрополь с остатками крепостных стен и домами, храм VI века до н. э., большой бассейн, замечательные этрусские скульптуры Аполлона и Гермеса, множество погребений, самое интересное из которых (в гроте Кампана) содержит древние этрусские фрески. Колонны и иные сполии из развалин города были использованы при строительстве в Риме палаццо Ведекинд.

## Войны с Римом
- Первая Вейентская война
- Вторая Вейентская война
- Третья Вейентская война